# Irak na Letnich Igrzyskach Olimpijskich 2004
 Irak  na  XXVIII Letnich Igrzyskach Olimpijskich w Atenach  reprezentowało 24 sportowców (23 mężczyzn, 1 kobieta). Kraj uczestniczył w imprezie po raz jedenasty (1948, 1960, 1964, 1968, 1980, 1984, 1988, 1992, 1996, 2000).

## Reprezentanci

### Boks
- Najah Ali
  - waga papierowa – 9. miejsce

### Judo
- Hadir Lazame
  - waga ciężka – odpadł w 1. rundzie

### Lekkoatletyka
Kobiety
- Alaa Jassim
  - bieg na 100 m – odpadła w 1. rundzie

Mężczyźni
- Alaa Motar
  - bieg na 400 m przez płotki - odpadł w 1. rundzie

### Piłka nożna
- Bassim Abbas, Haidar Abdul-Amir, Haidar Abdul-Razzaq, Abdul Wahab Abu Al-Hail, Nashat Akram, Saad Attiva, Razzaq Farhan, Haidar Jabar, Mahdi Karim, Younis Mahmoud, Ahmed Manajid, Emad Mohammed, Hawar Mula Mohammed, Qusai Munil, Nour Sabri, Salih Sadir, Ahmed Salah Alwan
  - 4. miejsce

### Pływanie
- Mohammed Abbas
  - 100 m stylem dowolnym – 63. miejsce

### Podnoszenie ciężarów
- Mohammed Ali
  - do 56 kg – 10. miejsce

### Taekwondo
- Raid Rasheed
  - waga do 80 kg - 7. miejsce